# Norwegische Unihockeynationalmannschaft

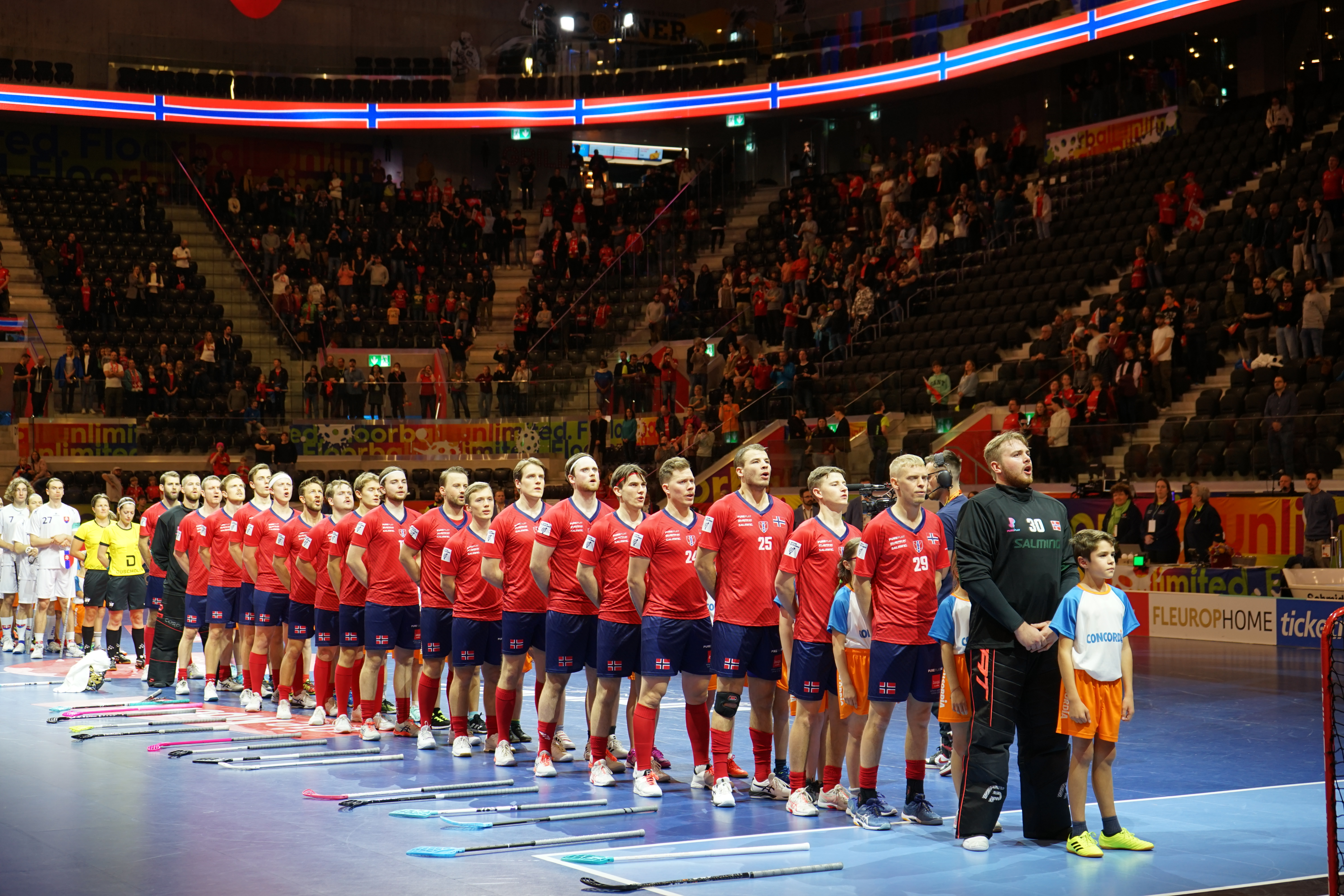
Die Nationalmannschaft an der WM 2022 in Zürich

Die norwegische Unihockeynationalmannschaft präsentiert Norwegen bei Länderspielen und internationalen Turnieren in der Sportart Unihockey (auch bekannt als Floorball).
Der größte Weltmeisterschaftserfolg gelang dem norwegischen Team bei der ersten Weltmeisterschaft 1996 in Schweden. Norwegen gewann durch ein 6:2 im kleinen Finale über Tschechien die Bronzemedaille. Danach wurde Norwegen viermal in Folge Fünfter, 2006 Siebter und 2008 und 2010 Sechster.
Das erste Länderspiel bestritt Norwegen am 21. Februar 1992 in Godby gegen Finnland. Finnland gewann 12:2 und auch ein zweites Spiel am darauffolgenden Tag mit 7:0.

## Weltmeisterschaften
| WM   | Austragungsort(e)                              | Platz    |
| ---- | ---------------------------------------------- | -------- |
| 1996 | Skellefteå, Uppsala, Stockholm                 | 3. Platz |
| 1998 | Brünn, Prag                                    | 5. Platz |
| 2000 | Drammen, Oslo, Sarpsborg                       | 5. Platz |
| 2002 | Helsinki                                       | 5. Platz |
| 2004 | Zürich, Kloten                                 | 5. Platz |
| 2006 | Helsingborg, Malmö, Botkyrka, Solna, Stockholm | 7. Platz |
| 2008 | Ostrava, Prag                                  | 6. Platz |
| 2010 | Helsinki, Vantaa                               | 6. Platz |
| 2012 | Zürich, Bern                                   | 5. Platz |
| 2014 | Göteborg, Schweden                             | 6. Platz |
| 2016 | Riga, Lettland                                 | 6. Platz |
| 2018 | Prag                                           | 7. Platz |
| 2021 | Helsinki                                       | 6. Platz |
| 2022 | Zürich, Winterthur                             | 8. Platz |
| 2024 | Malmö                                          | 7. Platz |

## Europameisterschaften
1994 und 1995 fanden zwei Europameisterschaften im Unihockey statt.
| WM   | Austragungsort(e) | Platz           |
| ---- | ----------------- | --------------- |
| 1994 | Helsinki          | 4. Platz        |
| 1995 | Schweiz           | keine Teilnahme |